# Fontenay-Mauvoisin
Fontenay-Mauvoisin és un municipi francès, situat al departament d'Yvelines i a la regió de Illa de França. L'any 2007 tenia 420 habitants.
Forma part del cantó de Bonnières-sur-Seine, del districte de Mantes-la-Jolie i de la Comunitat urbana Grand Paris Seine et Oise.

## Demografia

### Població
El 2007 la població de fet de Fontenay-Mauvoisin era de 420 persones. Hi havia 139 famílies, de les quals 16 eren unipersonals (12 homes vivint sols i 4 dones vivint soles), 41 parelles sense fills, 78 parelles amb fills i 4 famílies monoparentals amb fills.
La població ha evolucionat segons el següent gràfic:
Habitants censats

### Habitatges
El 2007 hi havia 148 habitatges, 139 eren l'habitatge principal de la família, 5 eren segones residències i 4 estaven desocupats. 145 eren cases i 3 eren apartaments. Dels 139 habitatges principals, 132 estaven ocupats pels seus propietaris i 7 estaven llogats i ocupats pels llogaters; 1 tenia una cambra, 3 en tenien dues, 8 en tenien tres, 27 en tenien quatre i 100 en tenien cinc o més. 125 habitatges disposaven pel capbaix d'una plaça de pàrquing. A 37 habitatges hi havia un automòbil i a 100 n'hi havia dos o més.

### Piràmide de població
La piràmide de població per edats i sexe el 2009 era:
| Homes | Edats   | Dones |
| ----- | ------- | ----- |
| 0     | 95 o +  | 0     |
| 0     | 90 a 94 | 0     |
| 0     | 85 a 89 | 0     |
| 0     | 80 a 84 | 0     |
| 0     | 75 a 79 | 8     |
| 8     | 70 a 74 | 8     |
| 4     | 65 a 69 | 8     |
| 12    | 60 a 64 | 0     |
| 0     | 55 a 59 | 12    |
| 20    | 50 a 54 | 12    |
| 12    | 45 a 49 | 8     |
| 12    | 40 a 44 | 12    |
| 4     | 35 a 39 | 12    |
| 8     | 30 a 34 | 4     |
| 8     | 25 a 29 | 4     |
| 12    | 20 a 24 | 8     |
| 8     | 15 a 19 | 8     |
| 12    | 10 a 14 | 8     |
| 12    | 5 a 9   | 4     |
| 12    | 0 a 4   | 4     |

## Economia
El 2007 la població en edat de treballar era de 285 persones, 204 eren actives i 81 eren inactives. De les 204 persones actives 196 estaven ocupades (107 homes i 89 dones) i 8 estaven aturades (5 homes i 3 dones). De les 81 persones inactives 28 estaven jubilades, 31 estaven estudiant i 22 estaven classificades com a «altres inactius».

### Ingressos
El 2009 a Fontenay-Mauvoisin hi havia 144 unitats fiscals que integraven 444 persones, la mediana anual d'ingressos fiscals per persona era de 28.956 €.

### Activitats econòmiques
Dels 9 establiments que hi havia el 2007, 1 era d'una empresa de comerç i reparació d'automòbils, 1 d'una empresa d'informació i comunicació, 1 d'una empresa immobiliària, 5 d'empreses de serveis i 1 d'una empresa classificada com a «altres activitats de serveis».
L'únic servei als particulars que hi havia el 2009 era una agència immobiliària.
L'any 2000 a Fontenay-Mauvoisin hi havia 3 explotacions agrícoles.

## Equipaments sanitaris i escolars
El 2009 hi havia una escola elemental.

## Poblacions més properes
El següent diagrama mostra les poblacions més properes.